# Nesticella baobab
Espèce
Nesticella baobab est une espèce d'araignées aranéomorphes de la famille des Nesticidae.

## Distribution
Cette espèce est endémique de la province de Fianarantsoa à Madagascar,. Elle se rencontre à Vohiparara vers 1 150 m d'altitude dans le parc national de Ranomafana.

## Description
Le mâle holotype mesure 1,96 mm.

## Publication originale
- Lin, Ballarin & Li, 2016 : A survey of the spider family Nesticidae (Arachnida, Araneae) in Asia and Madagascar, with the description of forty-three new species. ZooKeys, no 627, p. 1-168.